# Gummilack
Die Bezeichnung Gummilack (lateinisch Resina Lacca, Resina Laccae, Gummi Lacca) und kurz Lacca bezieht sich auf die alte Bezeichnung für den Stocklack, Stangenlack der Lackschildläuse oder fälschlicherweise für den daraus hergestellten Schellack, er stammt aus der Zeit, als man dachte, dass Schellack aus dem Gummiharz der Wirtspflanzen der Lackschildläuse besteht. 
In heutiger Zeit bezeichnet Gummilack auch Lack, der speziell für die Anwendung auf gummiartigen Materialien vorgesehen ist, sowie einen, der Flüssiggummi enthält.

## Verwendung
Aus dem Gummilack wird Färberlack sowie Schellack gewonnen. 